# San Zenone (Guardi)
San Zenone vescovo è un dipinto di Domenico Guardi conservato nella chiesa parrocchiale di Valtrighe frazione di Mapello intitolata a Zeno di Verona.

## Storia e descrizione
Il dipinto è una delle poche testimonianze dell'arte di Domenico Guardi, veneziano d'adozione ma che era nato in val di Sole in Trentino nel 1678, da dove si allontanò giovanissimo andando a Vienna, invitato dallo zio Giovanni Guardi, canonico del duomo. Poche sono le informazioni dell'artista, ma importante capostipite della famiglia di pittori, nonché padre di Maria Cecilia moglie del pittore Giambattista Tiepolo.
Il suo periodo in Austria lo avvicinò alla famiglia Giovanelli, tanto importante per le sue committenze, che proseguirono con i suoi figli, dopo la sua morte avvenuta a soli 38 anni. Nel 1700 il pittore si trasferì a Venezia per mantenere gli importanti contatti con i fratelli Giovanni Paolo e Giovanni Benedetto Giovanelli che nella città lagunare avevano fissato la loro residenza.
La tela è ospitata nella cappella laterale della chiesa di San Zenone edificata nel XX secolo, ma il dipinto proviene dall'antica chiesa che si trovava inserita nelle proprietà dei conti Giovanelli a testimonianza dei rapporti tra l'artista e la famiglia. La Biblioteca civica Angelo Mai di Bergamo conserva il primo pagamento fatto al pittore nel 1716, anno della sua morte. Il saldo venne versato l'anno successivo al figlio Gianantonio, uno dei sei figli nati con dall'unione con Maria Claudia Pichler, che trovandosi molto giovani alla morte del padre furono assistiti dalla famiglia Giovanelli.
L'opera di ottima qualità, raffigura in modo quasi monumentale il santo titolare con il talare che si apre sul gesto benedicente del santo, mentre nella sinistra tiene il pastorale. L'abito rosso, con le sue ombre, spicca sul fondo scuro della tela, creando notevole armonia, grazie alla brillante stesura cromatica, derivante dalla scuola della Val di Fiemme che aveva appreso in età giovanile, e successivamente da quella del suo maestro Giovanni Antonio Pellegrini. Pur benedicendo i fedeli il suo sguardo è volto a sinistra, probabilmente dove era l'altare maggiore dell'antica chiesa.
La tela è stata oggetto d'importante restauro nel 1993 di Giacomo Zangiacomi, sotto la direzione di Amalia Pacia.